# دواء خافض لضغط الدم

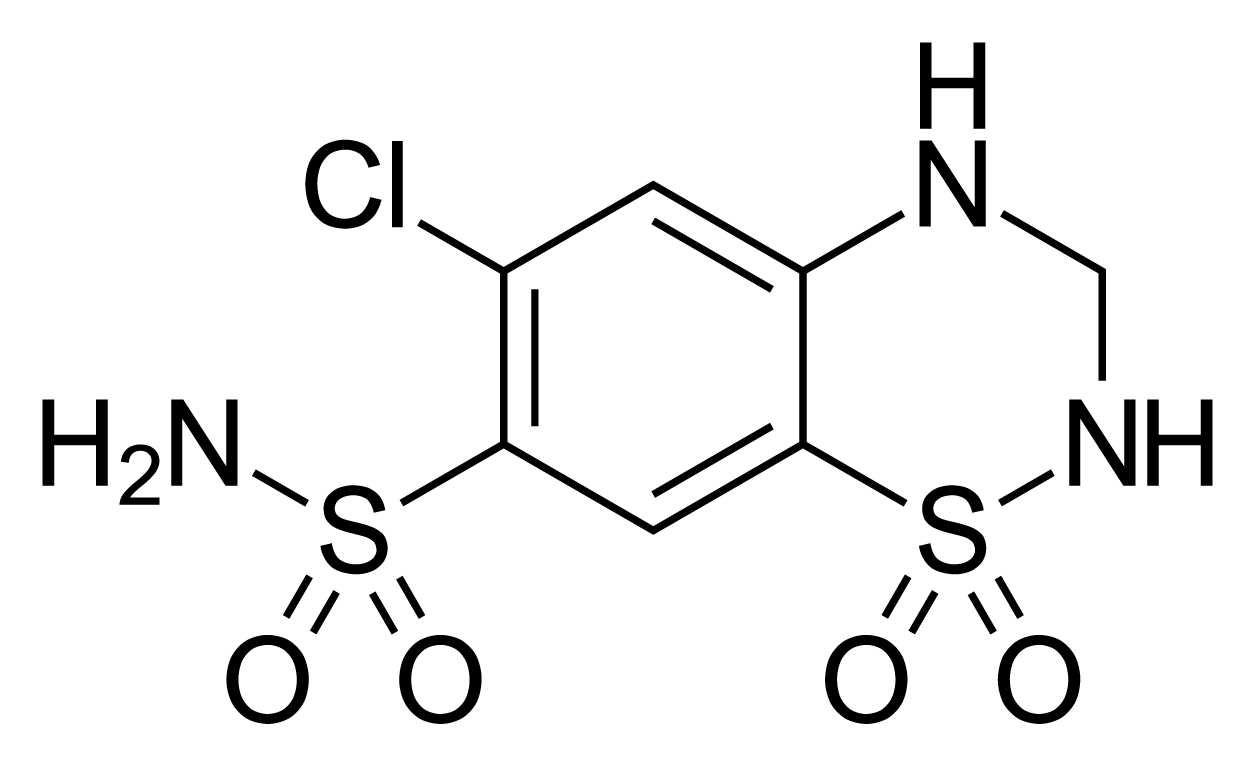

أدوية خافضة لضغط الدم (بالإنجليزية: Antihypertensive drugs)‏ هي أدوية تستخدم لعلاج فرط ضغط الدم. يمنع العلاج باستخدام خافضات ضغط الدم حدوث مضاعفات ارتفاع ضغط الدم، مثل السكتة الدماغية واحتشاء عضل القلب (جلطة القلب). يؤدي تقليل ضغط الدم بمقدار 5 مم من الزئبق إلى تقليل خطر الإصابة بالسكتة الدماغية بنسبة 34%، ومرض القلب الإقفاري (قلة الدم في القلب) بنسبة 21%، وكذلك تقليل احتمالية الإصابة بالخرف وفشل القلب ونسبة الوفاة بسبب الأمراض القلبيّة الوعائيّة. هناك العديد من الأصناف لأدوية خافضات ضغط الدم، والتي تقلل ضغط الدم بواسطة آليات مختلفة. ومن بين الأدوية الأكثر أهمية والأكثر استخدامًا هي ثيازيد المدر للبول، ومغلقات قنوات الكالسيوم، ومثبطات الإنزيم المحول للأنجيوتنسين، ومضدات مستقبلات الأنجيوتنسين 2، ومغلقات بيتا.
لاختيار نوع الدواء الدي يستخدم بداية لارتفاع ضغط الدم كان وما زال موضوع عدة دراسات كبيرة والمبادئ التوجيهية الوطنية الناتجة. يجب أن يكون الهدف الأساسي من العلاج هو منع النقاط النهائية الهامة لارتفاع ضغط الدم، مثل احتشاء عضل القلب (جلطة القلب)، والسكتة الدماغية، وفشل القلب. عمر المريض، والظروف السريرية المرتبطة بها وتلف العضو النهائي أيضًا تلعب دورًا في تحديد الجرعة ونوع الدواء. تختلف التصنيفات المتعددة لخافضات ضغط الدم في الآثار الجانبيّة، والقدرة على منع النقاط النهائية، والكلفة. اختيار الأدوية الأعلى سعرًا، حيث الرخيص منها متساويان في الفعالية، وقد يكون لها تأثير سلبي على ميزانية الرعاية الصحية الوطنية. في عام 2009، تفضل أفضل الأدلة المتاحة مدر البول ثيازيد كعلاج خط أول للاختيار لارتفاع ضغط الدم عندما يكون استخدام الأدوية ضروري. بالرغم من أن الأدلة السريرية تفضل مغلقات قنوات الكالسيوم ومدر البول ثيازيد كعلاج خط أول لمعظم الناس (من ناحية الفعالية والكلفة)، ويوصي المعهد الوطني للصحة وتفوق الرعاية في المملكة المتحدة مثبطات الإنزيم المحول للأنجيوتنسين للذين أقل من 55 سنة.

## اختيار الدواء الأولي
لارتفاع ضغط الدم الخفيف، تدعو إرشادات الإجماع إلى تغييرات نمط الحياة تحت الإشراف الطبي والمراقبة قبل التوصية ببدء العلاج الدوائي. ومع ذلك، وفقًا لجمعية ارتفاع ضغط الدم الأمريكية، قد يكون هناك دليل على حدوث ضرر مستمر للجسم حتى قبل الارتفاع الملحوظ لضغط الدم. لذلك، يمكن البدء في استخدام أدوية ارتفاع ضغط الدم لدى الأفراد الذين يعانون من ضغط دم طبيعي واضح ولكنهم يظهرون دليلاً على اعتلال الكلية المرتبط بارتفاع ضغط الدم والبيلة البروتينية ومرض تصلب الشرايين الوعائي، بالإضافة إلى أدلة أخرى على تلف الأعضاء المرتبط بارتفاع ضغط الدم.
إذا كانت تغييرات نمط الحياة غير فعالة، فسيتم البدء في العلاج الدوائي، وغالبًا ما يتطلب أكثر من عامل لخفض ضغط الدم بشكل فعال. كان نوع العديد من الأدوية التي يجب استخدامها في البداية لارتفاع ضغط الدم موضوع العديد من الدراسات الكبيرة والمبادئ التوجيهية الوطنية المختلفة. تشمل الاعتبارات عوامل مثل العمر والعرق والحالات الطبية الأخرى. في الولايات المتحدة، توصي اللجنة الوطنية المشتركة الثامنة بأي دواء من إحدى الفئات الأربع التالية ليكون اختيارًا جيدًا إما كعلاج أولي أو كعلاج إضافي: مدرات البول من النوع الثيازيد، أو حاصرات قنوات الكالسيوم، أو مثبطات الإنزيم المحول للأنجيوتنسين، أو مضادات مستقبلات الأنجيوتنسين II.
كانت الدراسة الأولى الكبيرة التي أظهرت فائدة الوفيات من العلاج الخافض للضغط هي دراسة VA-NHLBI، والتي وجدت أن كلورتاليدون كان فعالاً. خلصت أكبر دراسة، العلاج الخافض لضغط الدم وخفض الدهون لمنع تجربة النوبة القلبية (ALLHAT) في عام 2002، إلى أن كلورتاليدون كان فعالًا مثل ليزينوبريل أو أملوديبين. أظهرت التجربة أن دوكسازوسين، لديه نسبة أعلى من أحداث قصور القلب.
تعتبر مدرات البول الثيازيدية فعالة، ويوصى بها كأفضل دواء من الدرجة الأولى لارتفاع ضغط الدم، وهي ميسورة التكلفة أكثر بكثير من العلاجات الأخرى، ومع ذلك لا يتم وصفها في كثير من الأحيان مثل بعض الأدوية الجديدة. كلورتاليدون هو العقار الذي تدعمه الأدلة بقوة باعتباره يوفر فائدة للوفيات؛ في دراسة ALLHAT، تم استخدام جرعة من الكلورتاليدون 12.5 مجم، مع معايرة تصل إلى 25 مجم لأولئك الذين لم يتحكموا في ضغط الدم عند 12.5 مجم. لقد وجد مرارًا وتكرارًا أن الكلورتاليدون له تأثير أقوى على خفض ضغط الدم من هيدروكلوروثيازيد، ولهيدروكلوروثيازيد وكلورتاليدون مخاطر مماثلة لنقص بوتاسيوم الدم وآثار ضائرة أخرى عند الجرعات المعتادة الموصوفة في الممارسة السريرية الروتينية. المرضى الذين يعانون من استجابة مفرطة لنقص بوتاسيوم الدم لجرعة منخفضة من مدرات البول الثيازيدية يجب أن يشتبه في إصابتهم بفرط الألدوستيرونية، وهو سبب شائع لارتفاع ضغط الدم الثانوي.
الأدوية الأخرى لها دور في علاج ارتفاع ضغط الدم. تشمل التأثيرات الضائرة لمدرات البول الثيازيدية فرط كوليسترول الدم، وضعف تحمل الجلوكوز مع زيادة خطر الإصابة بمرض السكري من النوع 2. كما أن مدرات البول الثيازيدية تستنفد البوتاسيوم المنتشر ما لم يقترن بمدر للبول مقتصد للبوتاسيوم أو بوتاسيوم إضافي. تحدى بعض المؤلفين الثيازيدات كخط العلاج الأول. ومع ذلك، كما يشير دليل ميرك لطب الشيخوخة، فإن «مدرات البول من نوع الثيازيد آمنة وفعالة بشكل خاص في كبار السن».

### عوامل المريض
يتم تحديد الاختيار بين الأدوية إلى حد كبير من خلال خصائص المريض التي يتم وصفها والآثار الجانبية للأدوية وتكلفتها. معظم الأدوية لها استخدامات أخرى؛ في بعض الأحيان، يمكن أن يبرر وجود أعراض أخرى استخدام أحد الأدوية الخافضة للضغط. الامثله تشمل:
- يمكن أن يؤثر العمر على اختيار الأدوية. تقترح الإرشادات الحالية في المملكة المتحدة بدء المرضى الذين تزيد أعمارهم عن 55 عامًا أولاً باستخدام حاصرات قنوات الكالسيوم أو مدرات البول الثيازيدية.
- يمكن تحسين القلق باستخدام حاصرات بيتا.
- تم الإبلاغ عن تفاقم الأعراض لدى مرضى الربو عند استخدام حاصرات بيتا.
- يمكن تحسين تضخم البروستاتا الحميد باستخدام حاصرات ألفا.
- في حالة الفشل الكلوي المزمن يجب تضمين مثبطات الإنزيم المحول للأنجيوتنسين أو حاصرات مستقبل الأنجيوتنسين في خطة العلاج لتحسين نتائج الكلى بغض النظر عن العرق أو حالة السكري.[16]
- في حالة السكرى ثبت أن مثبطات الإنزيم المحول للأنجيوتنسين وحاصرات مستقبلات الأنجيوتنسين تمنعان من مضاعفات مرض السكري في الكلى والشبكية.
- قد يتفاقم النقرس بسبب مدرات البول الثيازيدية، بينما يقلل اللوسارتان من حمض البول في الدم.[17]
- يمكن تحسين حصوات الكلى باستخدام مدرات البول الثيازيدية.[18]
- في حالة إحصار القلب لا ينبغي استخدام حاصرات بيتا و حاصرات قنوات الكالسيوم الغير ديهيدروبيريدينة في المرضى الذين يعانون من إحصار القلب أكبر من الدرجة الأولى.
- قد يتفاقم قصور القلب مع حاصرات قنوات الكالسيوم الغير ديهيدروبيريدينة ، وحاصرات ألفا دوكسازوسين، ومضادات ألفا -2 ، موكسونيدين وكلونيدين. من ناحية أخرى، فقد ثبت أن حاصرات بيتا، ومدرات البول، ومثبطات الإنزيم المحول للأنجيوتنسين، وحاصرات مستقبلات الأنجيوتنسين، ومناهضات مستقبلات الألدوستيرون تعمل على تحسين النتيجة.
- في حالات الحمل على الرغم من أن مثيلدوبا يُنظر إليه عمومًا كعامل خط أول، إلا أن لابيتالول وميتوبرولول مقبولان أيضًا. ارتبط أتينولول بتأخر النمو داخل الرحم، فضلاً عن انخفاض نمو المشيمة والوزن عند وصفه أثناء الحمل. مثبطات الإنزيم المحول للأنجيوتنسين وحاصرات مستقبلات الأنجيوتنسين 2 لا يمكن إستخدامهما في النساء الحوامل أو اللواتي ينوين الحمل.
- يمكن أن تخفف التهاب دواعم السن من فعالية الأدوية الخافضة للضغط.[19]
- قد يبرر الرعاش استخدام حاصرات بيتا.

## المدرات للبول
تساعد مدرات البول الكلى على التخلص من الملح والماء الزائد من أنسجة الجسم والدم.
وهنالك مبيلات عروية كالفوروسيميد تمتاز بشدة تأثيرها المدر، ومبيلات حافظة للبوتاسيوم كسبيرنولاكتون ولا تستخدم لخفض الضغط إلا في حالات خاصة.
- مدر بول عروي:
  - بوميتانيد.
  - فوروسيميد.
  - توراسيميد.
  - حمض ايثاكرينك.
- ثيازيد:
  - ابيتيزايد.
  - هيدروكلورثيازيد وكلوروثيازيد
  - بندروفلوميثيازيد
  - ميثيل كلوثيازيد.
  - عديد ثيازيد.
- الشبيه بـ ثيازيد.
  - إنداباميد.
  - كلورتاليدون.
  - ميتولازون.
  - إبليرينون
- مدر البول المحافظ على البوتاسيوم:
  - أميلوريد
  - تريامتيرين
  - سبيرونولاكتون
  - إبليرينون

## حاصرات قنوات الكالسيوم
تمنع دخول الكالسيوم للخلايا العضلية للقلب والأوعية وهذا يرخي الأوعية ويخفض الضغط كما تزيد من طرح الصوديوم ويوجد منها نوعين ذات فعالية متقاربة وهي :
- ديهيدروبيريدين:

1. أملوديبين
2. بارنيديبين
3. سيلنيديبين
4. كليفيدين
5. فيلوديبين
6. إسراديبين
7. ليركانديبين
8. ليفاملوديبين
9. نيكارديبين
10. نيفيديبين
11. نيموديبين
12. نيزولديبين
13. نيترينديبين

- غير ديهيدروبيريدين:

1. ديلتيازيم
2. فيراباميل

توصي اللجنة الوطنية المشتركة الثامنة بأن تكون حاصرات قنوات الكالسيوم هي العلاج الأول إما كعلاج وحيد أو بالاشتراك مع مدرات البول من نوع الثيازيد أو مثبطات الإنزيم المحول للأنجيوتنسين أو مضادات مستقبلات الأنجيوتنسين 2 لجميع المرضى بغض النظر عن العمر أو العرق.

## مثبطات الإنزيم المحول للأنجيوتنسين
تثبط مثبطات الإنزيم المحول للأنجيوتنسين نشاط الإنزيم المحول للأنجيوتنسين، وهو إنزيم مسؤول عن تحويل الأنجيوتنسين 1 إلى أنجيوتنسين 2، وهو مضيق قوي للأوعية.
- كابتوبريل
- إنالابريل
- فوزينوبريل
- ليزينوبريل
- موكسيبريل
- بيريندوبريل
- كوينابريل
- راميبريل
- تراندولابريل
- بينازيبريل

أشارت مراجعة منهجية لـ 63 تجربة مع أكثر من 35000 مشارك إلى أن مثبطات الإنزيم المحول للأنجيوتنسين قللت بشكل كبير من مضاعفة مستويات الكرياتينين في الدم مقارنة بالعقاقير الأخرى (حاصرات مستقبلات الأنجيوتنسين، وحاصرات مستقبلات ألفا، وحاصرات بيتا، وما إلى ذلك)، واقترح المؤلفون هذا النوع كخط دفاع أول. أظهرت تجربة أن مثبطات الإنزيم المحول للأنجيوتنسين أكثر فعالية في إبطاء تدهور وظائف الكلى مقارنة بحاصرات قنوات الكالسيوم وحاصرات بيتا. على هذا النحو، يجب أن تكون مثبطات الإنزيم المحول للأنجيوتنسين هي العلاج الدوائي المفضل للمرضى المصابين بأمراض الكلى المزمنة بغض النظر عن العرق أو حالة السكري.
ومع ذلك، فإن مثبطات الإنزيم المحول للأنجيوتنسين (ومناهضات مستقبلات الأنجيوتنسين 2) لا ينبغي أن تكون خط العلاج الأول لفرط ضغط الدم الأسود غير المصحوب بمرض كلوي مزمن. أظهرت نتائج تجربة أن مدرات البول من نوع الثيازيد وحاصرات قنوات الكالسيوم كانت أكثر فعالية كعلاج وحيد في تحسين نتائج القلب والأوعية الدموية مقارنة بمثبطات الإنزيم المحول للأنجيوتنسين لهذه المجموعة الفرعية. علاوة على ذلك، كانت مثبطات الإنزيم المحول للأنجيوتنسين أقل فاعلية في خفض ضغط الدم وكان لديها خطر أعلى بنسبة 51٪ للإصابة بالسكتة الدماغية في فرط ضغط الدم الأسود عند استخدامها كعلاج أولي مقارنة بمانع قنوات الكالسيوم. هناك عقاقير مركبة بجرعة ثابتة، مثل مثبطات الإنزيم المحول للأنجيوتنسين الممزوجة بالثيازيد.
تشمل الآثار الجانبية الملحوظة لمثبطات الإنزيم المحول للأنجيوتنسين ، السعال الجاف، وارتفاع مستويات البوتاسيوم في الدم، والتعب، والدوخة، والصداع، وفقدان التذوق، وخطر الإصابة بالوذمة الوعائية.

## مضادات مستقبلات الأنجيوتينسن II
تعمل مضادات مستقبلات الأنجيوتنسين 2 عن طريق معاداة تنشيط مستقبلات الأنجيوتنسين.
- أزيلسارتان
- كانديسارتان
- ابروسارتان
- ايربيسارتان
- لوسارتان
- أولميسارتان
- تيلميسارتان
- فالسارتان
- فيماسارتان

في عام 2004، فحص مقال في المجلة الطبية البريطانية الأدلة المؤيدة والمعارضة للاقتراح بأن حاصرات مستقبلات الأنجيوتنسين قد تزيد من خطر الإصابة بالنوبة القلبية. تمت مناقشة الأمر في عام 2006 في المجلة الطبية لجمعية القلب الأمريكية. لا يوجد إجماع حول ما إذا كان لدى حاصرات مستقبلات الأنجيوتنسين ميل لزيادة حدوث النوبة القلبية.[بحاجة لمصدر]
في تجربة، أنتج فالسارتان زيادة نسبية بنسبة 19٪ (P = 0.02) في نقطة النهاية الثانوية المحددة مسبقًا لنوبة القلب مقارنة مع أملوديبين.
أظهرت تجربة زيادة ملحوظة بنسبة 52٪ (p = 0.025) في نوبة القلب باستخدام كانديسارتان (مقابل الدواء الوهمي) على الرغم من انخفاض ضغط الدم.
في الواقع، كنتيجة لحصار AT1 ، تزيد حاصرات مستقبلات الأنجيوتنسين من مستويات أنجيوتنسين 2 عدة مرات فوق خط الأساس عن طريق فصل حلقة التغذية الراجعة السلبية. تؤدي المستويات المتزايدة من أنجيوتنسين 2 المنتشر إلى تحفيز غير معترض لمستقبلات AT2، والتي يتم تنظيمها بالإضافة إلى ذلك. لسوء الحظ، تشير البيانات الحديثة إلى أن تحفيز مستقبلات AT2 قد يكون أقل فائدة مما هو مقترح سابقًا وقد يكون ضارًا في ظل ظروف معينة من خلال التوسط في تعزيز النمو والتليف والتضخم، بالإضافة إلى التأثيرات المسببة للعدوى والمسببة للالتهابات.
يحدث أن تكون حاصرات مستقبل الأنجيوتنسين البديل المفضل لمثبطات الإنزيم المحول للأنجيوتنسين إذا كان مرضى ارتفاع ضغط الدم المصابين بنوع فشل القلب من انخفاض الكسر القذفي المعالج بالأنزيم المحول للأنجيوتنسين لا يتحملون السعال أو الوذمة الوعائية غير فرط بوتاسيوم الدم أو مرض الكلى المزمن. 

## مناهضات أدرينالية

### حاصرات بيتا
تنقص من التنبيه العصبي للقلب مما يجعله ينبض أقل وبقوة أخفض فينخفض الضغط ويقل الجهد على القلب) وهي ضواد تنافسية منها غير النوعي لمستقبلي بيتا-1 وبيتا-2 ومنها النوعي على المستقبل بيتا-1 ولبعضها أثر شادّ مع الأثر الحاصر كالبندلول فينفع المريض المحتاج للأثر الأدريني كمريض بطء القلب، وتصنف باعتبار آخر : الأليفة للشحم (المحبة للدسم) كالبروبرانولول والمحبة للماء مثل الأتينولول
- أسيبوتولول
- أتينولول
- بيسوبرولول
- كارفيديلول
- كارتيولول
- بيتاكسولول
- لابيتالول
- ميتوبرولول
- نادولول
- نيبيفولول
- أوكسبرينولول
- بنبيوتولول
- بيندولول
- بروبرانولول

### حاصرات ألفا
- دوكسازوسين
- فنتولامين
- إندورامين
- فينوكسي بنزامين
- برازوسين
- تيرازوسين
- تولزولين
- أورابيديل

### حاصرات ألفا وبيتا
- بوسيندولول
- كارفيديلول
- لابيتالول

على الرغم من أن حاصرات بيتا تخفض ضغط الدم، إلا أنها لا تتمتع بفائدة إيجابية على نقاط النهاية مثل بعض الأدوية الأخرى الخافضة للضغط. على وجه الخصوص، لم يعد يُنصح باستخدام حاصرات بيتا كخط علاج أول بسبب الخطر الضار النسبي للإصابة بالسكتة الدماغية والظهور الجديد لمرض السكري من النوع 2 عند مقارنتها بالأدوية الأخرى، بينما يبدو أن بعض حاصرات بيتا المحددة مثل أتينولول تكون أقل فائدة في العلاج العام لارتفاع ضغط الدم من العديد من العوامل الأخرى. أشارت مراجعة منهجية لـ 63 تجربة مع أكثر من 35000 مشاركًا إلى أن حاصرات بيتا تزيد من خطر الوفاة، مقارنة بالعلاجات الأخرى الخافضة للضغط. ومع ذلك، فإنها تلعب دورًا مهمًا في الوقاية من النوبات القلبية لدى الأشخاص الذين أصيبوا بالفعل بنوبة قلبية. في المملكة المتحدة، خفضت المبادئ التوجيهية الصادرة في يونيو 2006 بعنوان «ارتفاع ضغط الدم: إدارة ارتفاع ضغط الدم لدى البالغين في الرعاية الأولية» الصادرة عن المعهد الوطني للصحة والتميز السريري من دور حاصرات مستقبلات بيتا نظرًا لخطر التسبب في مرض السكري من النوع 2 .
على الرغم من خفض ضغط الدم، فإن حاصرات ألفا لها نتائج نهائية أقل بكثير من الأدوية الخافضة للضغط الأخرى، ولم يعد يوصى بها كخيار أول في علاج ارتفاع ضغط الدم. ومع ذلك، قد تكون مفيدة لبعض الرجال الذين يعانون من أعراض تضخم البروستات الحميد.

## موسعات الأوعية
تعمل موسعات الأوعية الدموية مباشرة على العضلات الملساء للشرايين لإرخاء جدرانها حتى يتحرك الدم بسهولة أكبر من خلالها ؛ يتم استخدامها فقط في حالات الطوارئ الناتجة عن ارتفاع ضغط الدم أو عند فشل الأدوية الأخرى، وحتى مع ذلك نادرًا ما يتم إعطاؤها بمفردها.
يستخدم نتروبروسيد الصوديوم، وهو موسع وعائي قوي جدًا وقصير المفعول، بشكل شائع لخفض ضغط الدم بشكل سريع ومؤقت في حالات الطوارئ (مثل ارتفاع ضغط الدم الخبيث أو تسلخ الأبهر). كما يستخدم الهيدرالازين ومشتقاته في علاج ارتفاع ضغط الدم الشديد، على الرغم من أنه ينبغي تجنبها في حالات الطوارئ. لم يعد يشار إليها على أنها علاج الخط الأول لارتفاع ضغط الدم بسبب الآثار الجانبية ومخاوف تتعلق بالسلامة، لكن الهيدرالازين يظل الدواء المفضل في ارتفاع ضغط الدم الحملي.

## مثبطات الرينين
يأتي الرينين بمستوى أعلى من الإنزيم المحول للأنجيوتنسين في نظام الرينين والأنجيوتنسين. وبالتالي يمكن لمثبطات الرينين أن تقلل بشكل فعال من ارتفاع ضغط الدم. أليسكيرين هو أحد مثبطات الرينين الذي تمت الموافقة عليه من قبل إدارة الغذاء والدواء الأمريكية لعلاج ارتفاع ضغط الدم.

## حاصرات مستقبلات البطانة
ينتمي بوسنتان إلى فئة جديدة من الأدوية ويعمل عن طريق منع مستقبلات إندوثيلين. يستخدم بشكل خاص فقط لعلاج ارتفاع ضغط الدم في الشريان الرئوي في المرضى الذين يعانون من قصور القلب المعتدل إلى الشديد.